# Liste du patrimoine immobilier classé de Faimes
Cette page regroupe l'ensemble du patrimoine immobilier classé de la commune belge de Faimes.
| Objet | Année de construction / Architecte | Adresse                                                | Section communale | Coordonnées                      | Numéro d’inventaire | Illustration |
| --- | ---------------------------------- | ------------------------------------------------------ | ----------------- | -------------------------------- | ------------------- | --- |
| Motte féodale de Celles |                                    | Rue Armand Heptia, à côté du n°1 (M), et alentours (S) | Celles            | 50° 39′ 48″ nord, 5° 15′ 35″ est | 64076-CLT-0001-01   | Motte féodale de Celles |
| Ferme (façade principale) |                                    | Rue Armand Heptia, n°1                                 | Celles            | 50° 39′ 45″ nord, 5° 15′ 34″ est | 64076-CLT-0002-01   | Image manquanteTéléverser |
| Tumulus de Celles au lieu-dit A la Tombe (M) et ensemble formé par ce tumulus et ses abords immédiats (S) (tumulus de Saives) |                                    | Saives                                                 | Celles            | 50° 39′ 30″ nord, 5° 14′ 22″ est | 64076-CLT-0003-01   | Tumulus de Celles au lieu-dit A la Tombe (M) et ensemble formé par ce tumulus et ses abords immédiats (S) (tumulus de Saives) |
| Ensemble formé par les châteaux de Pecsteen et Lambrechts, l'église et les terrains environnants (S) |                                    | Saives                                                 | Celles            | 50° 39′ 50″ nord, 5° 14′ 13″ est | 64076-CLT-0004-01   | Ensemble formé par les châteaux de Pecsteen et Lambrechts, l'église et les terrains environnants (S)                          |
| Chapelle Notre-Dame de Saives |                                    | Saives                                                 | Celles            | 50° 39′ 49″ nord, 5° 14′ 22″ est | 64076-CLT-0005-01   | Chapelle Notre-Dame de Saives                                                                                                 |
| Chapelle Saint-Sulpice |                                    | Rue Grimont                                            | Aineffe           | 50° 37′ 20″ nord, 5° 15′ 25″ est | 64076-CLT-0006-01   | Chapelle Saint-Sulpice |
| Château de Waleffe Saint-Pierre |                                    | Rue de Borlez, n°s 43-45                               | Les Waleffes      | 50° 38′ 13″ nord, 5° 13′ 45″ est | 64076-CLT-0007-01   | Château de Waleffe Saint-Pierre                                                                                               |
| Chapelle Notre-Dame de Miséricorde et les deux tilleuls |                                    | Rue du Bon Dieu d'Ans                                  | Celles            | 50° 38′ 50″ nord, 5° 14′ 50″ est | 64076-CLT-0008-01   | Chapelle Notre-Dame de Miséricorde et les deux tilleuls                                                                       |
| L'église Sainte-Madelberte: tour |                                    |                                                        | Celles            | 50° 39′ 15″ nord, 5° 14′ 43″ est | 64076-CLT-0009-01   | L'église Sainte-Madelberte: tour                                                                                              |
| Chapelle Saint-Blaise et alentours(S) |                                    |                                                        | Celles            | 50° 39′ 50″ nord, 5° 14′ 12″ est | 64076-CLT-0010-01   | Chapelle Saint-Blaise et alentours(S)                                                                                         |
| Château: drève de chataîgniers et alentours, allée des Chataîgniers, n°s 1-2 |                                    |                                                        | Aineffe           | 50° 37′ 28″ nord, 5° 15′ 25″ est | 64076-CLT-0011-01   | Château: drève de chataîgniers et alentours, allée des Chataîgniers, n°s 1-2                                                  |
| Chapelle Saint-Agrapha (M), alentours et arbres s'y trouvant (S) |                                    | Rue d'Aineffe                                          | Borlez            | 50° 37′ 49″ nord, 5° 14′ 54″ est | 64076-CLT-0012-01   | Chapelle Saint-Agrapha (M), alentours et arbres s'y trouvant (S)                                                              |
| Le site archéologique du tumulus de Saives au lieu dit A la Tombe |                                    |                                                        | Celles            | 50° 39′ 30″ nord, 5° 14′ 22″ est | 64076-PEX-0001-01   | Le site archéologique du tumulus de Saives au lieu dit A la Tombe                                                             |
| Les façades et toitures du Château de Waleffe Saint-Pierre et des dépendances, l'intérieur du corps central et de la chapelle à l'exception de la ferme castrale. En ce qui concerne les éléments de décor intérieur : le vestibule, l'escalier d'honneur, le salon chinois et la chapelle |                                    |                                                        | Les Waleffes      | 50° 38′ 13″ nord, 5° 13′ 45″ est | 64076-PEX-0002-01   | Château de Waleffe-Saint-Pierre                                                                                               |